# Куслин, Александр Николаевич
Александр Николаевич Куслин (17 января 1962) — советский, киргизский и российский футболист, защитник.

## Биография
В чемпионатах СССР провёл десять сезонов в составе ошского «Алая» во второй и второй низшей лигах. Дебютировал в соревнованиях мастеров в 20-летнем возрасте в 1982 году. После распада СССР провёл два сезона за «Алай» в высшей лиге Кыргызстана. Двукратный бронзовый призёр чемпионата (1992, 1993), финалист Кубка Кыргызстана (1992). Всего за ошский клуб сыграл более 360 матчей, один из лидеров клуба по этому показателю.
В 1994 году перебрался в Россию и стал выступать за псковский «Машиностроитель» (позднее — ФК «Псков»), провёл в команде пять сезонов, сыграв 97 матчей в третьей и второй лигах России.
После окончания игровой карьеры работал в псковских профессиональных клубах администратором. С июля 2008 года — начальник команды «Псков-747» (в 2020 году переформатированной в ФК «Псков»).

## Личная жизнь
Сын Денис (род. 1985) тоже занимался футболом, сыграл 6 матчей за «Псков-2000» во втором дивизионе и выступал за местные любительские команды.